# Yellowstone (rzeka)

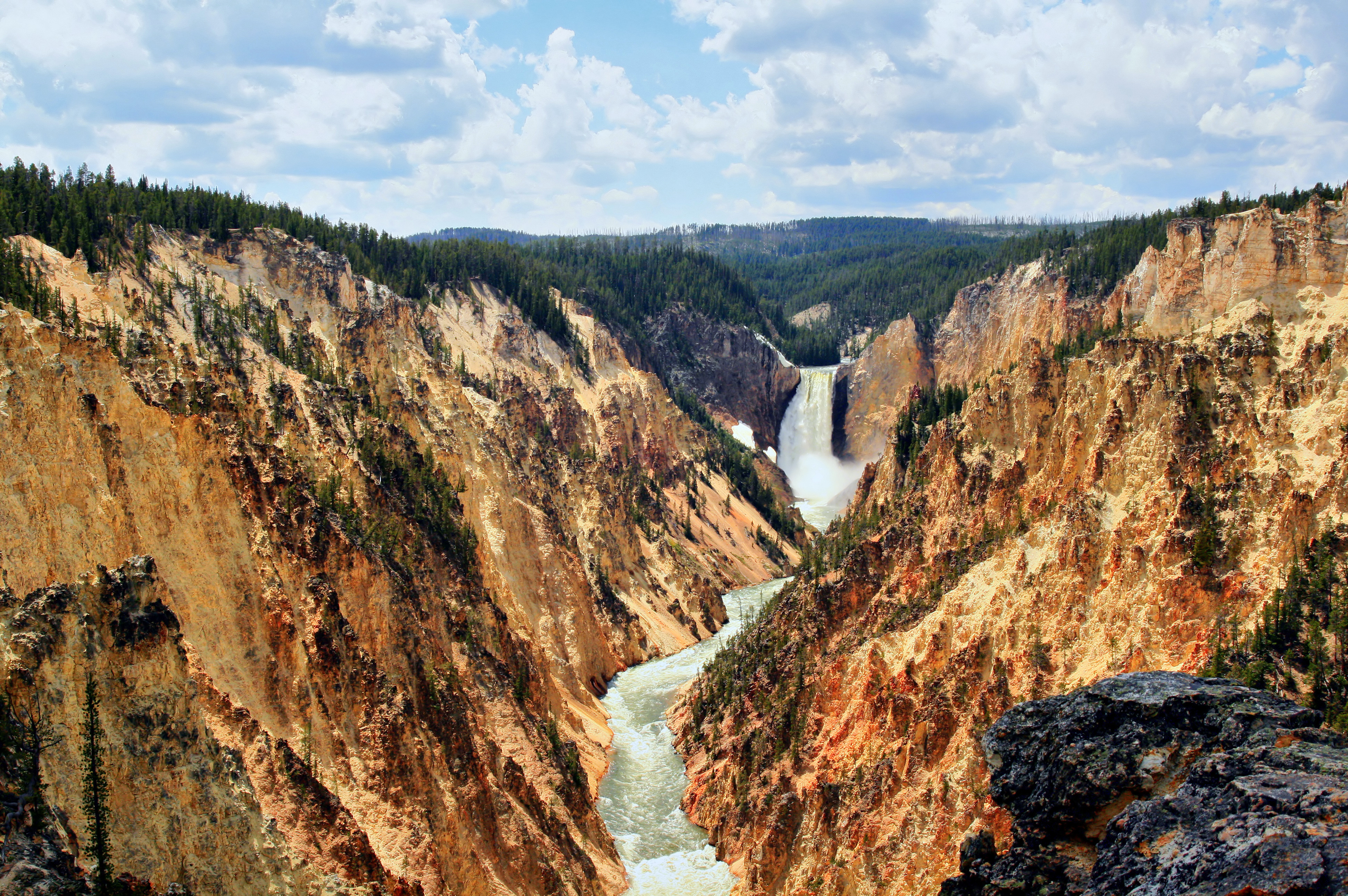
Wielki Kanion Yellowstone i Wodospady Yellowstone

Yellowstone (ang. Yellowstone River) – rzeka, prawy dopływ Missouri. Długość 1114 km, znajduje się w zachodniej części USA. Nazwa pochodzi od nazwy nadanej jej przez Indian, z powodu żółtych skał leżących na jej brzegach.
Źródła Yellowstone River znajdują się w północno-zachodniej części stanu Wyoming, w pobliżu Younts Peak, przy dziale wodnym w Górach Skalistych. Płynie w kierunku północnym przez Park Narodowy Yellowstone, przepływa przez jezioro Yellowstone, tworząc następnie Wodospady Yellowstone i żłobiąc Wielki Kanion Yellowstone. Dalej na północ w stanie Montana przecina pasmo górskie Absaroka i jest zasilana przez potoki spływające z gór w pobliżu Livingston, gdzie zmienia kierunek i biegnie dalej przez Wielkie Równiny na wschód w kierunku miasta Billings.
Najważniejsze dopływy to Bighorn, Tongue i Powder River. 
Do rzeki Missouri wpływa w północno-zachodniej części stanu Dakota Północna, kilkadziesiąt kilometrów na południowy zachód od miasta Williston.

## Historia
Rzeka Yellowstone została odkryta i opisana w 1806 roku przez Williama Clarka podczas powrotu Ekspedycji Lewisa i Clarka. Wcześniej była to ważna droga wodna wykorzystywana przez Indian. W 1807 przy rzece powstał pierwszy punkt handlowy założony przez handlarza futrami Manuela Lisę i Johna Coltera. Po powstaniu linii kolejowej (Northern Pacific Railway), na początku lat 80. XIX wieku przy rzece zaczęła osiedlać się ludność. Rzeki używano również do nawadniania.